# Symploce bimarginalis
Symploce bimarginalis är en kackerlacksart som beskrevs av Hanitsch 1934. Symploce bimarginalis ingår i släktet Symploce och familjen småkackerlackor. Inga underarter finns listade i Catalogue of Life.